# Irpinia

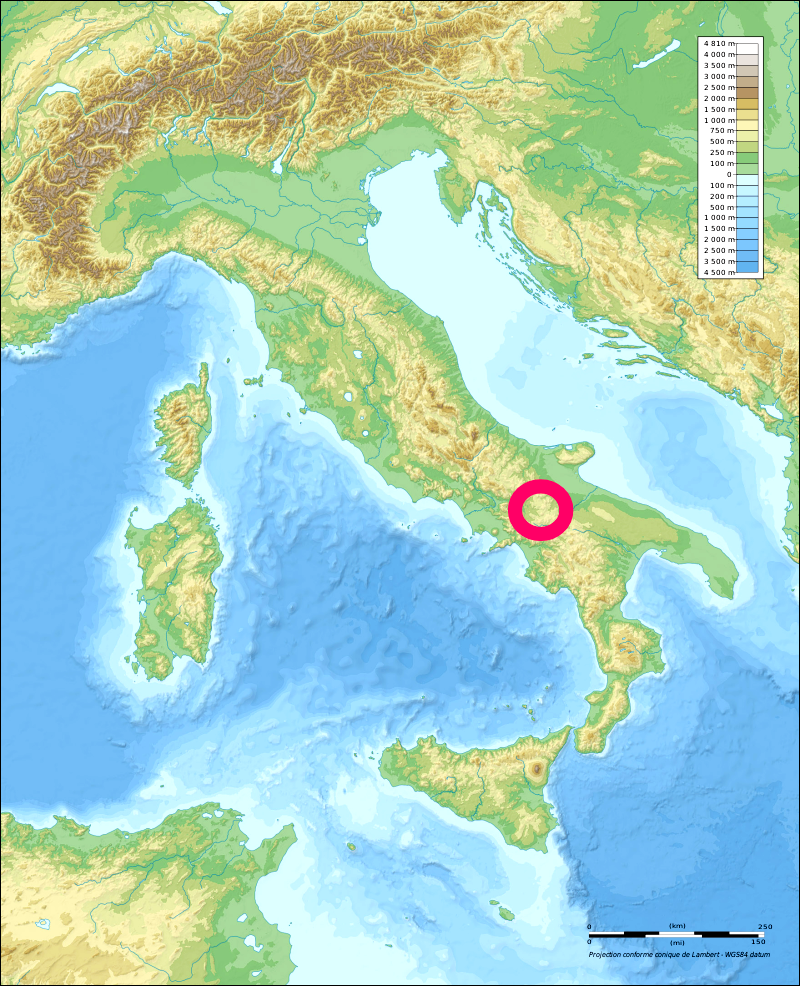
Ungefähre Lage der Irpinia auf der Apenninhalbinsel

Die Irpinia, deutsch auch Irpinien, ist eine Hügel- und Gebirgslandschaft in der italienischen Region Kampanien. Sie erstreckt sich östlich der Stadt Avellino in der gleichnamigen Provinz. Die Irpinia war besonders schwer vom Erdbeben vom 23. November 1980 betroffen.

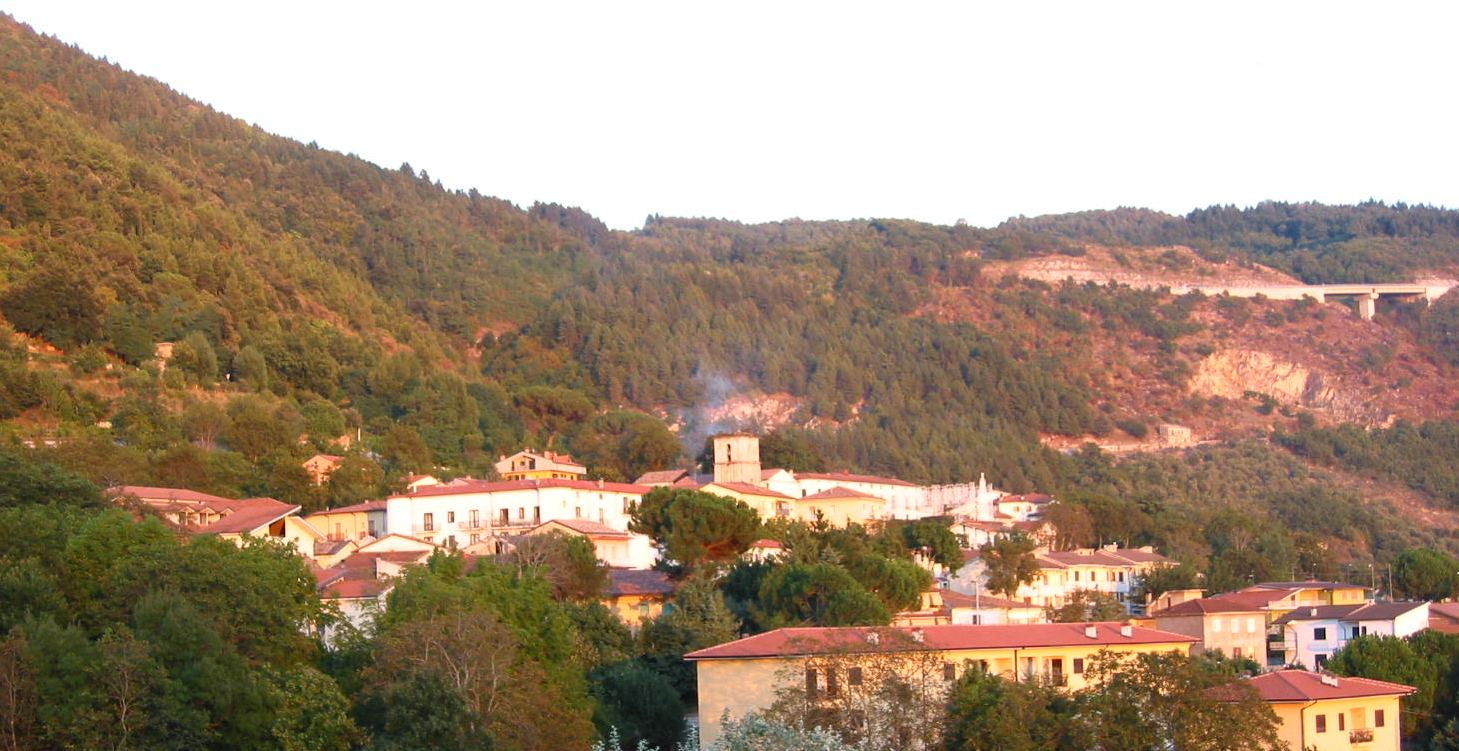
Ortsansicht von Salza Irpina

Zahlreiche Ortsnamen in der Region führen den Zusatz Irpino bzw. Irpina, um auf die Lage des Ortes hinzuweisen. Beispiele hierfür sind:
- Altavilla Irpina
- Ariano Irpino
- Bagnoli Irpino
- Capriglia Irpina
- Cassano Irpino
- Melito Irpino
- Salza Irpina
- Savignano Irpino
- Volturara Irpina

Die wichtigsten Gemeinden der Irpinia sind Avellino, Ariano Irpino, Mercogliano, Grottaminarda, Sant’Angelo dei Lombardi und Solofra.